# Pegomya incrassata
Pegomya incrassata är en tvåvingeart som först beskrevs av Stein 1907.  Pegomya incrassata ingår i släktet Pegomya och familjen blomsterflugor. Inga underarter finns listade i Catalogue of Life.